# ماناکین-سابوت (ویرجینیا)
ماناکین-سابوت (به انگلیسی: Manakin-Sabot) یک منطقهٔ مسکونی در ایالات متحده آمریکا است که در Goochland County واقع شده‌است. ماناکین-سابوت ۴٬۶۳۴ نفر جمعیت دارد.